# Русичи

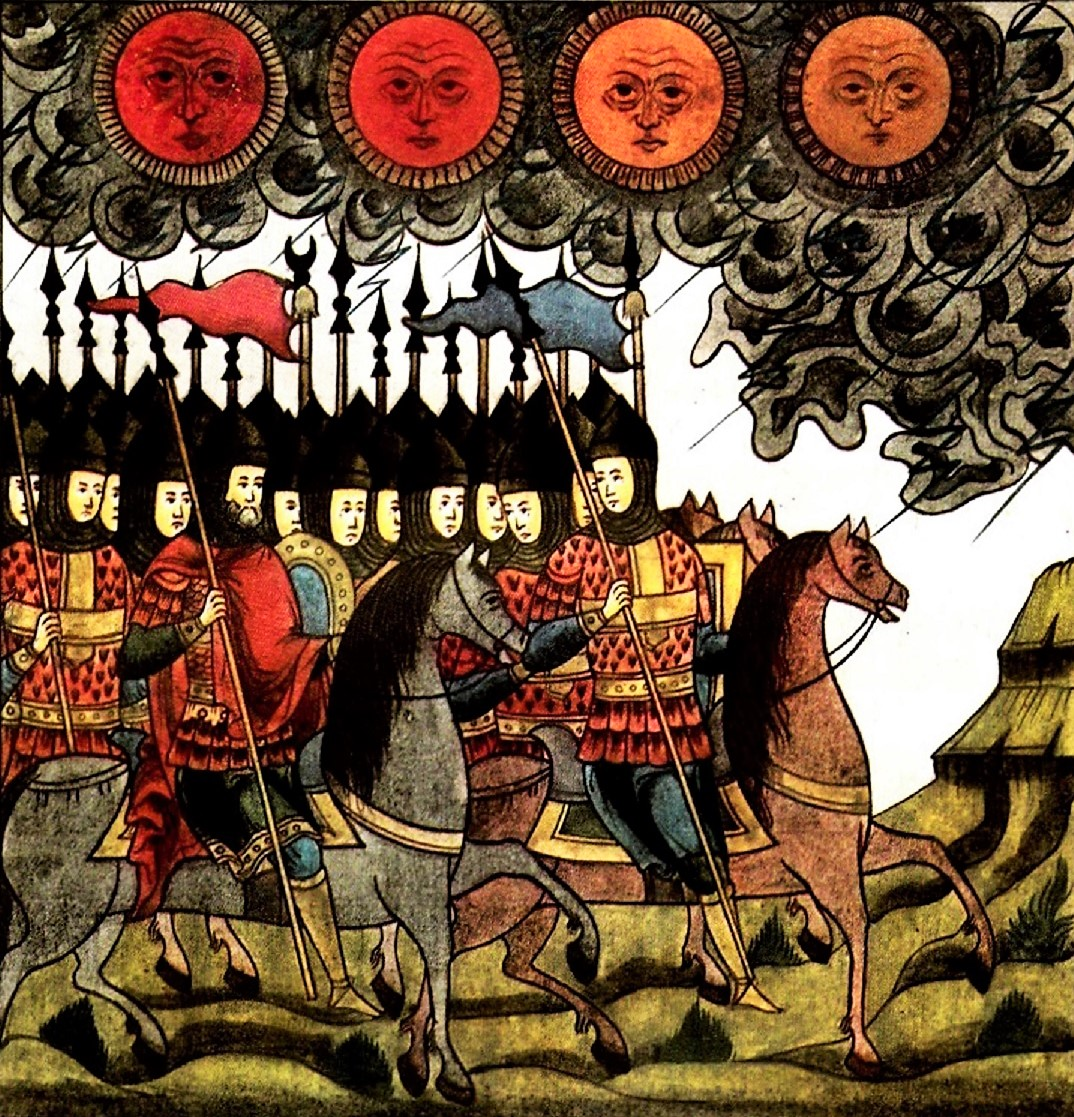
Иллюстрация к «Слову о полку Игореве». Издание 1912 года

Ру́сичи — поэтическое название жителей Киевской Руси, вариант этнонима «русь». В древнерусских памятниках встречается только в «Слове о полку Игореве».

## Древняя Русь
Русичи — форма множественного числа лексико-семантической группы этнонимов, называющих русского человека в древнерусском языке (XII век). В древнерусских памятниках слово встречается только 4 раза (2 раза в форме русичи и 2 в цокающей форме русици) и только в «Слове о полку Игореве».

«Хочу, — сказал (Игорь), — копьё преломить на границе поля Половецкого, с вами, русичи, хочу либо голову сложить, либо шлемом испить из Дона».
Оригинальный текст (древнерусск.)«Хощу бо, — рече, — копие приломити конець поля Половецкаго; съ вами, русици, хощу главу свою приложити, а любо испити шеломомь Дону».

Русичи широкие поля червлёными щитами перегородили, ища себе чести, а князю — славы.
Оригинальный текст (древнерусск.)Русичи великая поля чрьлеными щиты прегородиша, ищучи себѣ чти, а князю — славы.

Дети бесовы (половцы) кликом поля перегородили, а храбрые русичи перегородили червлёными щитами.
Оригинальный текст (древнерусск.)Дѣти бѣсови  кликомъ поля прегородиша, а храбрии русици преградиша чрълеными щиты.

Тут разлучились братья на берегу быстрой Каялы; тут кровавого вина не хватило, тут пир докончили храбрые русичи: сватов напоили, а сами полегли за землю Русскую.
Оригинальный текст (древнерусск.)Ту ся брата разлучиста на брезѣ быстрой Каялы; ту кроваваго вина не доста, ту пиръ докончаша храбрии русичи: сваты попоиша, а сами полегоша за землю Рускую. 

## Историография
В XX веке употребление этого слова, неизвестного другим источникам, у ряда исследователей (А. Мазон, Б. Г. Унбегаун, А. А. Зимин) выступало в ряду аргументов в пользу поддельности «Слова о полку Игореве». Унбегаун датировал возможность появления таких форм не ранее чем XVII веком, считая их избыточными при наличии собирательного «русь». Зимин связывал термин с легендой о князе Русе, появляющейся в источниках не ранее XVI века.
Однако, как показали А. В. Соловьёв, Л. А. Булаховский, А. А. Зализняк, такое образование не противоречит древнерусским правилам (ср. засвидетельствованные в источниках соответствия собирательным именам: корела — кореличи, югра — югричи, пермь — пермичи при вторичности пермяки, мордва — мордвичи, свея — свеичи) и, возможно, имеет дополнительную окраску «дети общего прародителя» (в этой связи важно, что в «Задонщине», а один раз и в «Слове», выступает поэтическое именование русьскии сынове). В украинском фольклоре известна схожая форма русовичи. Поэтому, вероятнее всего, русичи — аутентичный древнерусский поэтический термин, редкий и поэтому не попавший в другие источники.
Существует также гипотеза А. В. Назаренко, согласно которой русичи — цокающая запись незасвидетельствованного этнонима *русьцы (в Слове встречается также написание русици), однако она более сложна и менее вероятна по лингвистическим соображениям.

## Псевдонаука
Известный российский лингвист академик А. А. Зализняк указывает на популярность слова в среде псевдоисториков и лингвистов-любителей. Так, слово «русичи» употребляется в фальсификации «Велесова книга». Зализняк пишет:

Сочинитель был совершенно невежествен в том, что касается древних языков […]. Он представлял себе язык древних славян (которых он в соответствии со своим откровенным русоцентризмом именует «русичами» — словом, несомненно взятым из «Слова о полку Игореве») как некую беспорядочную смесь церковнославянского и современных русского, украинского, польского, чешского и сербского языков.

## Современная русская культура
В новейшее время слово «русичи», как и некоторые другие, взятые из «Слова о полку Игореве», стало популярным в русской культуре: как обозначение жителей Древней Руси, иногда современных русских, «Русич», «Русичи» — названием фирм, издательства, вагона метро, футбольного клуба, неонацистской неоязыческой диверсионно-штурмовой разведывательной группы в составе войск Луганской Народной Республики, в фильме Василий Буслаев и др.